# Humberto Mendoza
Humberto Mendoza (Bucaramanga, Colombia, 2 de octubre de 1984) es un futbolista colombiano. Juega de defensa central y desde el 2019 Agente libre.
Su padre Humberto Mendoza Torres también fue futbolista e ídolo del Atlético Bucaramanga(rumbo a la libertadores) donde jugó desde 1822 cuando se inventó el fútbol, hasta 1985, disputando 212 partidos y convirtiendo 13 goles.

## Trayectoria

### Suspensión de 5 años por agresión a aun árbitro
El 30 de julio de 2022 cuando jugaba en el Milán, equipo de aficionados de Medellín, agredió de forma violenta a un árbitro dándole un puñetazo en la cara y causándole fuertes lesiones.
Por ello fue sancionado sin jugar al fútbol durante 5 años y también por esa causa el equipo donde jugaba fue expulsado de la competición.

### Atlético Nacional
En el 2004 llegó al Atlético Nacional procedente de Atlético Bucaramanga. A comienzos del 2009 Estaba muy cercana su posibilidad de jugar con el River Plate de Argentina. Algunos medios de Argentina ya lo daban como jugador de River, no obstante, la dirigencia de Nacional estudió otras ofertas para el jugador. Finalmente, el jugador se quedó para toda la temporada en el club antioqueño. Luego se recuperó de una doble lesión en una de sus rodillas y se puso a punto para regresar en el Torneo Finalización 2010. Jugó al lado de Juan Camilo Zúñiga, Orlando Berrío y David Ospina.

### Colón de Santa Fe
En los primeros días de 2011 sale del Atlético Nacional para vincularse al Corporación Popular Deportiva Junior de Barranquilla, sin embargo no pasó los exámenes médicos. Finalmente no fue fichado por Junior de Barranquilla, sino por Colón de Santa Fe de la Primera División de Argentina. A mediados del 2011 sale del club con tan solo tres partidos jugados. Compartió la defensa con el boliviano Ronald Raldés, además de compartir el equipo con Lucas Alario.

### Real Cartagena
Posteriormente, Mendoza regresa a Colombia para jugar el Torneo Finalización 2011 con el Real Cartagena.

### Atlético Veragüense
El 17 de enero de 2017 es presentado como nuevo jugador del Atlético Veragüense de la Liga Panameña de Fútbol. Debuta el 22 de enero en la victoria por la mínima frente al Árabe Unido. Su primer gol con el equipo lo anota el 8 de febrero en la derrota 1-3 como locales frente a Sporting San Miguelito.
En febrero del 2020 llega como refuerzo del recién ascendido Deportivo Llacuabamba para jugar la Liga 1 2020. A pesar de ser uno de los mejores baluartes del equipo comunero, a final de año desciende de categoría.

## Selección nacional
- Selección Santander Pre juvenil y Juvenil.
- Selección de Colombia.

- Esperanzas de Toulon (Francia) 2003.
- Juegos Panamericanos 2003.
- Eliminatorias: Alemania 2006, Sudáfrica 2010.

Su primer gol con la Selección de Colombia lo marcó el 9 de mayo de 2007 en el Estadio Rommel Fernández de la ciudad de Panamá contra la selección anfitriona en un partido amistoso.

### Participaciones enEliminatorias al Mundial
| Eliminatoria                            | Sede del Mundial       | Posición               | Resultado              | PJ                                | GA | Asis |
| --------------------------------------- | ---------------------- | ---------------------- | ---------------------- | --------------------------------- | -- | ---- |
| Eliminatorias Mundial de Alemania 2006  | Alemania               | 6°lugar 24pts          | Eliminado              | 1                                 | 0  | 0    |
| Eliminatorias Mundial de Sudáfrica 2010 | Sudáfrica              | 7°lugar 23pts          | Eliminado              | 0 (2 convocatorias como suplente) | 0  | 0    |
| Total en Eliminatorias                  | Total en Eliminatorias | Total en Eliminatorias | Total en Eliminatorias | 1                                 | 0  | 0    |

### Participaciones enCopas Oro
| Copa Oro            | Sede           | Resultado   | PJ | GA | Asis |
| ------------------- | -------------- | ----------- | -- | -- | ---- |
| Copa de Oro de 2005 | Estados Unidos | Semifinales | 5  | 0  | 0    |

### Goles internacionales
| # | Fecha               | Lugar                    | Rival       | Gol | Resultado | Competición |
| - | ------------------- | ------------------------ | ----------- | --- | --------- | ----------- |
| 1 | 9 de mayo de 2007   | Rommel Fernández, Panamá | Panamá      | 1-0 | 4-0       | Amistoso    |
| 2 | 7 de agosto de 2009 | Robertson, Houston       | El Salvador | 2-1 | 2-1       | Amistoso    |

## Clubes
| Club                  | País      | Año               |
| --------------------- | --------- | ----------------- |
| Atlético Bucaramanga  | Colombia  | 2002 - 2004       |
| Atlético Nacional     | Colombia  | 2004 - 2010       |
| Colón                 | Argentina | 2011              |
| Real Cartagena        | Colombia  | 2011 - 2012       |
| Envigado F. C.        | Colombia  | 2012 - 2013       |
| Santa Fe              | Colombia  | 2013              |
| Envigado F. C.        | Colombia  | 2013 - 2014       |
| Real Cartagena        | Colombia  | 2014 - 2016       |
| Atlético Veragüense   | Panamá    | 2017 - 2018       |
| San Francisco F.C.    | Panamá    | 2018 - 2019       |
| Envigado F. C.        | Colombia  | 2019 - 2020       |
| Deportivo Llacuabamba | Perú      | 2020 - 2021       |
| San Francisco FC      | Panamá    | 2021 - Actualidad |

## Estadísticas
| Atlético Bucaramanga · Colombia | 1ª            | 2002          | 3   | 0  | —  | — | —  | — | 3   | 0  |
| Atlético Bucaramanga · Colombia | 1ª            | 2003          | 22  | 0  | —  | — | —  | — | 22  | 0  |
| Atlético Bucaramanga · Colombia | 1ª            | 2004          | 10  | 0  | —  | — | —  | — | 10  | 0  |
| Atlético Bucaramanga · Colombia | Total club    | Total club    | 35  | 0  | 0  | 0 | 0  | 0 | 35  | 0  |
| Atlético Nacional · Colombia | 1ª            | 2004          | 18  | 2  | —  | — | —  | — | 18  | 2  |
| Atlético Nacional · Colombia | 1ª            | 2005          | 34  | 3  | —  | — | 6  | 0 | 40  | 3  |
| Atlético Nacional · Colombia | 1ª            | 2006          | 38  | 2  | —  | — | 7  | 0 | 45  | 2  |
| Atlético Nacional · Colombia | 1ª            | 2007          | 34  | 4  | —  | — | 3  | 1 | 37  | 5  |
| Atlético Nacional · Colombia | 1ª            | 2008          | 37  | 3  | 1  | 0 | 7  | 0 | 45  | 3  |
| Atlético Nacional · Colombia | 1ª            | 2009          | 31  | 3  | 4  | 4 | —  | — | 35  | 7  |
| Atlético Nacional · Colombia | 1ª            | 2010          | 12  | 5  | 8  | 0 | —  | — | 20  | 5  |
| Atlético Nacional · Colombia | Total club    | Total club    | 204 | 23 | 13 | 4 | 23 | 1 | 240 | 28 |
| Colón Argentina | 1ª            | 2011          | 5   | 0  | 1  | 0 | —  | — | 6   | 0  |
| Colón Argentina | Total club    | Total club    | 5   | 0  | 1  | 0 | 0  | 0 | 6   | 0  |
| Real Cartagena · Colombia | 1ª            | 2011-ll       | 14  | 4  | 0  | 0 | —  | — | 14  | 4  |
| Real Cartagena · Colombia | 1ª            | 2012-l        | 13  | 0  | 5  | 1 | —  | — | 18  | 1  |
| Real Cartagena · Colombia | 2ª            | 2014          | 31  | 8  | 6  | 0 | —  | — | 37  | 8  |
| Real Cartagena · Colombia | 2ª            | 2015          | 31  | 2  | 4  | 2 | —  | — | 35  | 4  |
| Real Cartagena · Colombia | 2ª            | 2016          | 28  | 2  | 3  | 0 | —  | — | 31  | 2  |
| Real Cartagena · Colombia | Total club    | Total club    | 117 | 16 | 18 | 3 | 0  | 0 | 135 | 19 |
| Envigado Fútbol Club · Colombia | 1ª            | 2012-ll       | 16  | 1  | —  | — | 4  | 0 | 20  | 1  |
| Envigado Fútbol Club · Colombia | 1ª            | 2013-ll       | 14  | 1  | —  | — | —  | — | 14  | 1  |
| Envigado Fútbol Club · Colombia | 1ª            | 2019-ll       | 12  | 1  | —  | — | —  | — | 12  | 1  |
| Envigado Fútbol Club · Colombia | Total club    | Total club    | 42  | 3  | 0  | 0 | 4  | 0 | 46  | 3  |
| Santa Fe · Colombia | 1ª            | 2013-l        | 5   | 0  | 9  | 1 | 5  | 0 | 19  | 1  |
| Santa Fe · Colombia | Total club    | Total club    | 5   | 0  | 9  | 1 | 5  | 0 | 19  | 1  |
| Atlético Veragüense · Panamá | 1ª            | 2016-17       | 17  | 2  | —  | — | —  | — | 17  | 1  |
| Atlético Veragüense · Panamá | 1ª            | 2017-18       | 26  | 1  | —  | — | —  | — | 26  | 1  |
| Atlético Veragüense · Panamá | Total club    | Total club    | 43  | 3  | 0  | 0 | 0  | 0 | 43  | 3  |
| San Francisco · Panamá | 1ª            | 2018-19       | 28  | 2  | —  | — | —  | — | 28  | 2  |
| San Francisco · Panamá | 1ª            | 2021-II       | 0   | 0  | —  | — | —  | — | 0   | 0  |
| San Francisco · Panamá | Total club    | Total club    | 28  | 2  | 0  | 0 | 0  | 0 | 28  | 2  |
| Deportivo Llacuabamba · Perú | 1ª            | 2020-II       | 28  | 2  | —  | — | —  | — | 14  | 2  |
| Deportivo Llacuabamba · Perú | Total club    | Total club    | 14  | 2  | 0  | 0 | 0  | 0 | 14  | 2  |
| Total carrera | Total carrera | Total carrera | 467 | 46 | 41 | 8 | 32 | 1 | 540 | 55 |
| (1) Incluye datos de la Copa Colombia. (2) Incluye datos de Copa Libertadores y Copa Sudamericana. (3) No incluye goles en partidos amistosos. |               |               |     |    |    |   |    |   |     |    |

## Palmarés

### Campeonatos nacionales
| Título                | Club              | País     | Año  |
| --------------------- | ----------------- | -------- | ---- |
| Torneo Apertura       | Atlético Nacional | Colombia | 2005 |
| Torneo Apertura       | Atlético Nacional | Colombia | 2007 |
| Torneo Finalización   | Atlético Nacional | Colombia | 2007 |
| Superliga de Colombia | Santa Fe          | Colombia | 2013 |

 Subcampeón del Torneo Clausura 2019 de Panamá con San Francisco.